# Radslavice (district de Vyškov)
Pour les articles homonymes, voir Radslavice.
Radslavice (en allemand : Groß Ratzlawitz) est une commune du district de Vyškov, dans la région de Moravie-du-Sud, en République tchèque. Sa population s'élevait à 418 habitants en 2020.

## Géographie
Radslavice se trouve à 6 km au nord du centre de Vyškov, à 33 km à l'est-nord-est de Brno et à 203 km au sud-est de Prague.
La commune est limitée par la zone militaire de Březina au nord-ouest et au nord, par Zelená Hora et Pustiměř à l'est, et par Vyškov au sud et à l'ouest.

## Histoire
La première mention écrite de la localité date de 1381.

## Administration
La commune e compose de deux quartiers :
- Radslavice
- Radslavičky